# Tản

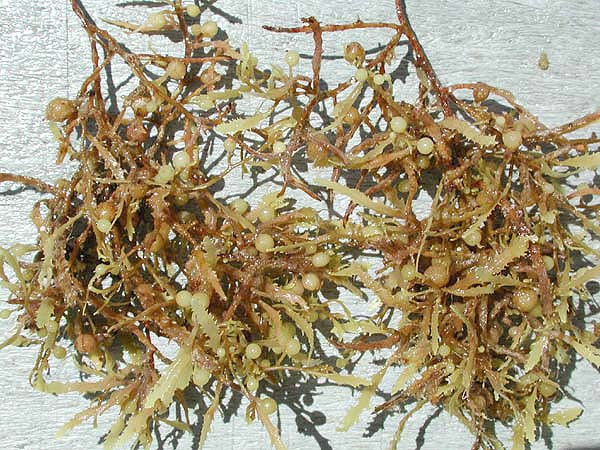
Tản của tảo mơ

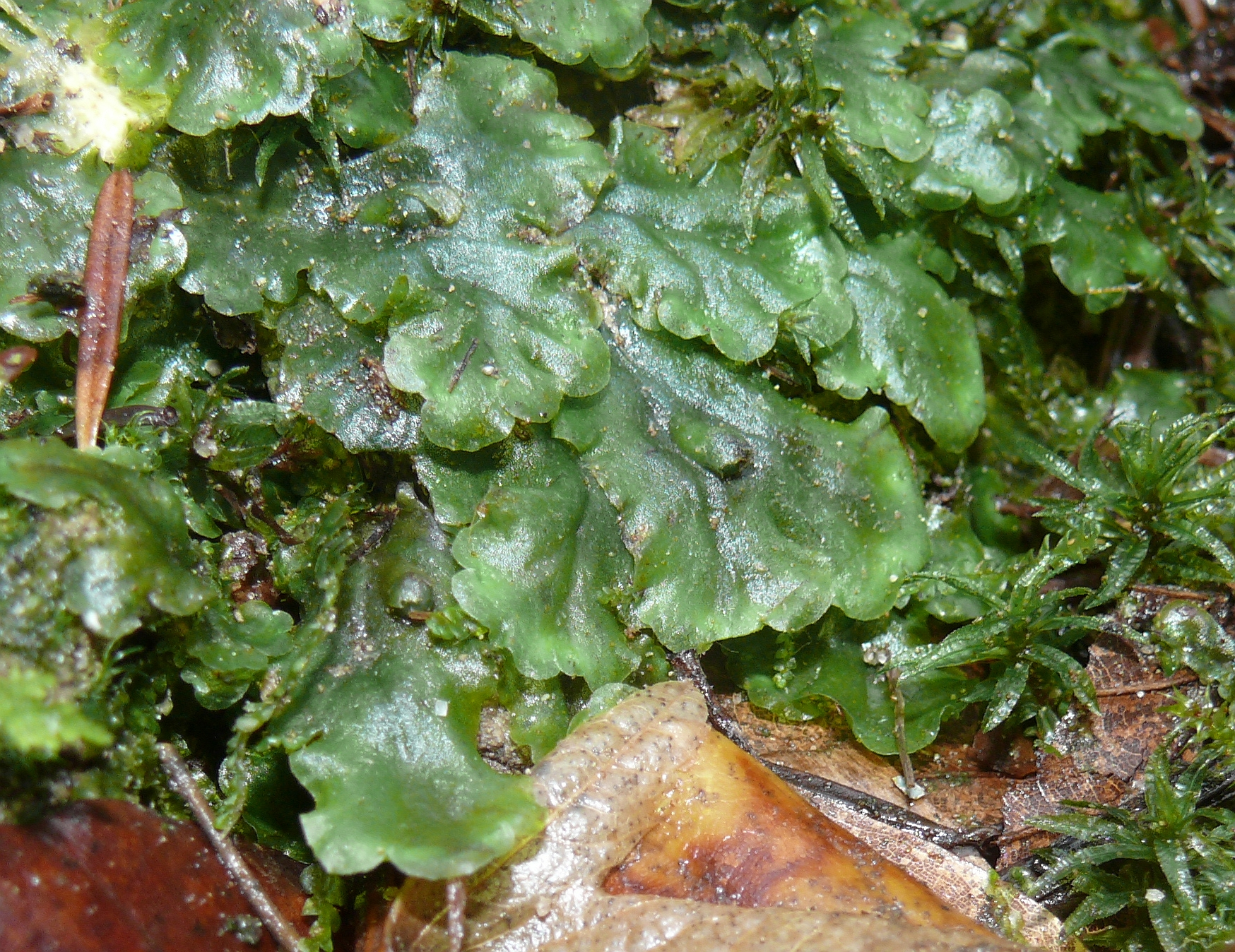
Tản ở rêu Pellia epiphylla

Tản (tiếng Anhː thallus, số nhiều: thalli), từ tiếng Hy Lạp Latinh hóa θαλλός (thallos), có nghĩa là "chồi xanh" hoặc "nhánh cây", là mô sinh dưỡng của một số sinh vật trong các nhóm đa dạng như tảo, nấm, rêu tản, địa y và nấm nhầy Myxogastria. Nhiều sinh vật trong số này trước đây được gọi là thực vật tản, một nhóm đa ngành gồm các sinh vật có quan hệ họ hàng xa.
Từ "tản" thường dùng để gọi toàn bộ cơ thể đa bào không có cấu trúc mô và cơ quan của một sinh vật không di chuyển. Mặc dù tản không có cấu trúc cơ quan và các bộ phận chuyên hóa (lá, rễ và thân) như thực vật có mạch, chúng có thể có cấu trúc tương tự như mạch dẫn ở thực vật cấp cao. Các cấu trúc tương tự này có chức năng gần giống như mạch dẫn nhưng cấu trúc vi mô khác nhau; ví dụ tản không có mô mạch. Trong những trường hợp đặc biệt, chẳng hạn như phân họ Bèo tấm (Lemnoideae), cấu trúc của thực vật cấp cao này trên thực tế giống như tản và nó được gọi là cấu trúc tản (thalloid).
Mặc dù các tản phần lớn không khác biệt về mặt giải phẫu, nhưng có thể thấy được những khác biệt về hình thái và chức năng. Ví dụ, tản của tảo bẹ có thể được chia thành 3 vùngː chân tản (holdfast) để neo giữ, cuống (stipe) kết nối các phiến và phiến (blade) để quang hợp.
Tản một nấm thường được gọi là thể sợi. Thuật ngữ "tản" cũng thường được sử dụng để chỉ cơ thể sinh dưỡng của địa y. Đối với rong biển, tản đôi khi còn được gọi là lá lược hay tản tảo (frond).
Thể giao tử của một số thực vật không phải là thực vật tản, ví dụ như thạch tùng, dương xỉ đuôi ngựa và dương xỉ được gọi là nguyên tản (prothallus).